# Katławki
Katławki (niem. Katlack) – kolonia osady Wągródka w Polsce, położona w województwie warmińsko-mazurskim, w powiecie bartoszyckim, w gminie Górowo Iławeckie.
W latach 1975–1998 kolonia administracyjnie należała do województwa olsztyńskiego.
Nazwa Katławki wywodzi się z języka staropruskiego i oznacza kocie pole (zobacz też lauks).

## Historia
W 1889 r. był to folwark majątku ziemskiego Wągniki. W 1983 r. osada była przysiółkiem, w spisie statystycznym ujmowanym łącznie ze wsią Wągródka.